# Bleached

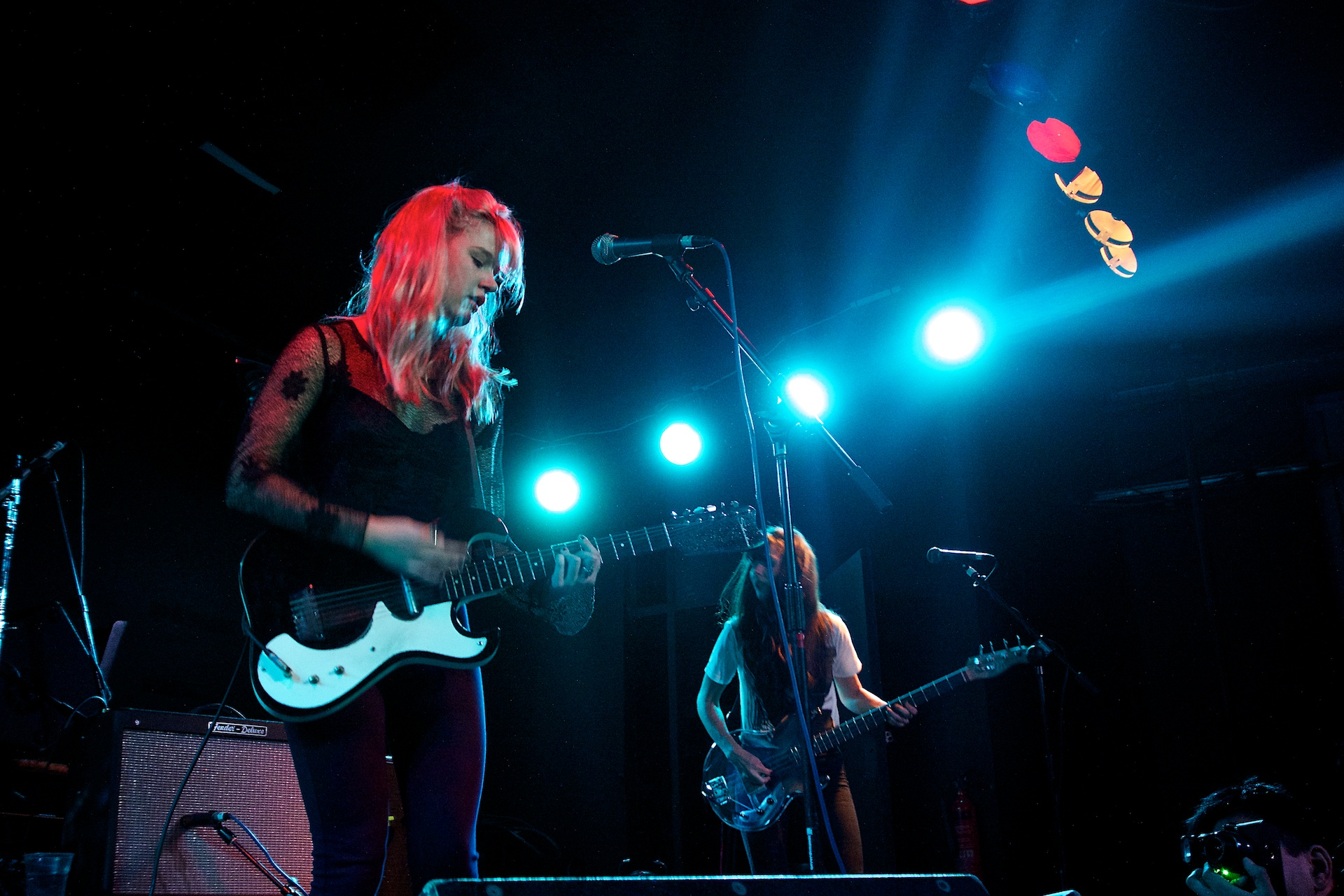
Bleached in London, 2013

Bleached ist eine US-amerikanische Punkrock- und Punkpop-Band aus Los Angeles.

## Geschichte
Die Schwestern Jennifer Francis Clavin (* 30. Dezember 1983; Gesang, Gitarre, Synthesizer) und Jessica Carter Clavin (* 1. August 1986; Gitarre, Bass) gründeten Bleached 2011 in Los Angeles, nachdem sich ihre vorherige Band Mika Miko 2010 aufgelöst hatte. Seit 2016 ist Nicolas Grant „Nick“ Pillot (* 21. Mai 1992) als Schlagzeuger dabei.
Mit Jonathan Safley und Sara Jean Stevens veröffentlichten die beiden Clavin-Schwestern 2011 drei Singles. 2013 folgte das Debütalbum Ride Your Heart. 2016 veröffentlichten sie mit der Bassistin Micayla Grace ihr zweites Album Welcome the Worms.
Das dritte Album Don’t You Think You’ve Had Enough? erschien im Juli 2019 und wurde überwiegend positiv beurteilt.

## Diskografie

### Studioalben
- 2013: Ride Your Heart
- 2016: Welcome the Worms
- 2019: Don’t You Think You’ve Had Enough?

### Singles und EPs
- 2011: Francis
- 2011: Carter
- 2011: Searching Through the Past b/w Electric Chair
- 2014: For the Feel
- 2017: Can You Deal?